# 芳全寺
芳全寺（ほうぜんじ）は、栃木県真岡市にある曹洞宗の寺院。

## 歴史
1545年（天文14年）、水谷正村（蟠龍斎）の開基である。
山号の「蟠龍山」は正村の道号に由来し、寺号の「芳全寺」は正村の父水谷治持の道号に由来する。
江戸時代は曹洞宗の全国八十檀林の一つであり、多くの曹洞宗僧侶を輩出した。

## 文化財
- 銅造阿弥陀如来坐像（栃木県指定有形文化財 昭和34年3月13日指定）[3]

## 交通アクセス
- 久下田駅より徒歩3分。